# Helgad åt Herren
Helgad åt Herren (med undertiteln: Sånger för musikföreningar, solo, duett och kör) är en sångsamling som utgavs i minst 4 häften med totalt 109 sånger. Den utgavs av missionär Wilhelm Dreier som tillsammans med Hjalmar Ramsten och Linnéa Hultberg skrev samtliga psalmer. Harriers bokförlag gav ut skrifterna och även om det första häftet inte har benämnt med utgivningsår, var häfte 2-3 utgivna 1936-1937. 

## Häfte 1
| Nr | Första textrad                              | Alternativ titel           | Psalmförfattare | Koralkompositör    |
| -- | ------------------------------------------- | -------------------------- | --------------- | ------------------ |
| 1  | Helgad åt Herren, i blodet rentvagen        | -                          | Wilhelm Dreier  | Wilhelm Dreier     |
| 2  | O Herre, gör mig stilla                     | Bön                        | Hjalmar Ramsten | Hjalmar Ramsten    |
| 3  | Ett nåderikt regn låt falla                 | -                          | Wilhelm Dreier  | Wilhelm Dreier     |
| 4  | Kom på morgonrodnadens vingar               | -                          | Wilhelm Dreier  | Wilhelm Dreier     |
| 5  | Till högre rymder mitt hjärta längtar       | -                          | Hjalmar Ramsten | Hjalmar Ramsten    |
| 6  | Du är min tillflykt, Frälsare kär           | Min tillflykt              | Wilhelm Dreier  | Wilhelm Dreier     |
| 7  | Jesus, såsom Herre i mitt liv               | -                          | Wilhelm Dreier  | Wilhelm Dreier     |
| 8  | Vid urkristna källor av liv och av kraft    | -                          | Wilhelm Dreier  | Wilhelm Dreier     |
| 9  | Triumf i höga toner, Guds Son uppstånden är | -                          | Wilhelm Dreier  | Wilhelm Dreier     |
| 10 | Vi ha ett ämne att sjunga om                | -                          | Wilhelm Dreier  | Wilhelm Dreier     |
| 11 | Av Hans fullhet ha vi fått                  | Nåd utöver nåd             | Wilhelm Dreier  | Wilhelm Dreier     |
| 12 | Sjung om Guds stora kärlek                  | -                          | Wilhelm Dreier  | Wilhelm Dreier     |
| 13 | Själar för Kristus                          | -                          | Wilhelm Dreier  | Wilhelm Dreier     |
| 14 | Här möta vi i Jesu namn varandra            | Ej farväl                  | Wilhelm Dreier  | Wilhelm Dreier     |
| 15 | Högt ovan stjärneringen                     | Eviga ungdoms strand       | Linnéa Hultberg | Linnéa Hultberg    |
| 16 | Har du sagt nej åt världen                  | Då har du lyckan funnit    | Linnéa Hultberg | musik enligt nr 15 |
| 17 | På Golgata rann upp en hälsokälla           | Hälsokällan                | Linnéa Hultberg | Linnéa Hultberg    |
| 18 | Herre, vi äro små                           | Sol på vår barndomsstig    | Linnéa Hultberg | Linnéa Hultberg    |
| 19 | Gå in genom porten den trånga               | -                          | Wilhelm Dreier  | Wilhelm Dreier     |
| 20 | Vad vore livet, om Jesusljuset              | Jesus-ljuset               | Linnéa Hultberg | Linnéa Hultberg    |
| 21 | Hör i dag Guds Andes röst                   | -                          | Wilhelm Dreier  | Wilhelm Dreier     |
| 22 | Vad finns, som högre värde bär              | Så dyrbar är en mänskosjäl | Linnéa Hultberg | Linnéa Hultberg    |
| 23 | Ännu ett år har ilat bort                   | Det vita bladet            | Linnéa Hultberg | musik enligt nr 22 |
| 24 | Hör från korsets helga stam                 | -                          | Wilhelm Dreier  | Wilhelm Dreier     |
| 25 | Jag sjunger så gärna om himlens land        | -                          | Wilhelm Dreier  | Wilhelm Dreier     |
| 26 | Det stundar till högtid                     | -                          | Wilhelm Dreier  | Wilhelm Dreier     |
| 27 | Jag vet att det finns ett bättre land       | Ett bättre land            | Wilhelm Dreier  | Wilhelm Dreier     |

## Häfte 2 (Helgad åt Herren 1936)
| Nr | Första textrad                         | Alternativ titel | Psalmförfattare                                    | Koralkompositör    |
| -- | -------------------------------------- | ---------------- | -------------------------------------------------- | ------------------ |
| 28 | Sjung, sjung, o, sjung                 | Sjung! Bed! Tro! | Linnéa Hultberg                                    | Linnéa Hultberg    |
| 29 | Kom, kom, o, kom                       | -                | Linnéa Hultberg                                    | musik enligt nr 28 |
| 30 | Han vet det allt                       | -                | Hjalmar Ramsten                                    | Hjalmar Ramsten    |
| 31 | Var är den Gud                         | Var är min Gud   | Hjalmar Ramsten                                    | Hjalmar Ramsten    |
| 32 | Tag ej anstöt av Jesus                 | -                | Wilhelm Dreier                                     | Wilhelm Dreier     |
| 33 | I boken är skrivet om Jesus            | -                | Wilhelm Dreier                                     | Wilhelm Dreier     |
| 34 | Förskräckt? - För vad?                 | -                | Linnéa Hultberg "missionär Stam" (övers. C F Blom) | Linnéa Hultberg    |
| 35 | Vak upp för Sion                       | -                | Linnéa Hultberg                                    | musik enligt nr 34 |
| 36 | Jesus, låt mig aldrig glömma           | -                | Hjalmar Ramsten                                    | Hjalmar Ramsten    |
| 37 | Trofaste Frälsare                      | -                | Linnéa Hultberg                                    | Linnéa Hultberg    |
| 38 | Dröj kvar                              | -                | Wilhelm Dreier                                     | Wilhelm Dreier     |
| 39 | Miljoner av stjärnor jag glömmer       | -                | Wilhelm Dreier                                     | Wilhelm Dreier     |
| 40 | I Smålands mörka skogar                | -                | Wilhelm Dreier                                     | Wilhelm Dreier     |
| 41 | Sänk Dig neder, Herre kär              | -                | Wilhelm Dreier                                     | Wilhelm Dreier     |
| 42 | O, min Jesus, jag längtar att vara     | -                | Linnéa Hultberg                                    | Linnéa Hultberg    |
| 43 | Länge du vandrat borta från Gud        | -                | Hjalmar Ramsten                                    | Hjalmar Ramsten    |
| 44 | Lidande hjärta, som sorgerna trycka    | Tröst            | Linnéa Hultberg                                    | Linnéa Hultberg    |
| 45 | Framåt på korsvägen                    | -                | saknas                                             | saknas             |
| 46 | Skall du väl ångra                     | -                | Linnéa Hultberg                                    | Linnéa Hultberg    |
| 47 | Varthän, o du skummande, forsande bäck | -                | Wilhelm Dreier                                     | Wilhelm Dreier     |
| 48 | När jag hunnit bergets gyllne krön     | -                | Wilhelm Dreier                                     | Wilhelm Dreier     |
| 49 | Bortom tiden, fjärran striden          | -                | Wilhelm Dreier                                     | Wilhelm Dreier     |
| 50 | O, jag äger ett hem                    | -                | Hjalmar Ramsten                                    | Hjalmar Ramsten    |
| 51 | Bortom blånande skyn                   | -                | Wilhelm Dreier                                     | Wilhelm Dreier     |
| 52 | Blott en gäst och en främling          | -                | Wilhelm Dreier                                     | Wilhelm Dreier     |
| 53 | Vak upp                                | -                | Linnéa Hultberg                                    | Linnéa Hultberg    |
| 54 | Väktare, o säg, vad lider natten       | -                | Wilhelm Dreier                                     | Wilhelm Dreier     |

## Häfte 3 (Helgad åt Herren 1937)
| Nr  | Första textrad                          | Alternativ titel                  | Psalmförfattare              | Koralkompositör     |
| --- | --------------------------------------- | --------------------------------- | ---------------------------- | ------------------- |
| 55  | Sjung för mig den sköna sången          | -                                 | Wilhelm Dreier               | Wilhelm Dreier      |
| 56  | Upp, framåt, du frälsta skara           | -                                 | av "Save"                    | Hjalmar Ramsten     |
| 57  | Vad fordom mig fröjdat                  | -                                 | Th. H-n                      | L. H.g.             |
| 58  | Jag älskar dig, Jesus, ty du älskat mig | -                                 | Carl Héli                    | Carl Héli           |
| 59  | Herre Gud, o jag längtar                | -                                 | Wilhelm Dreier               | Wilhelm Dreier      |
| 60  | Ack, se på mig                          | -                                 | Wilhelm Dreier               | Wilhelm Dreier      |
| 61  | Fråga nattens stjärnevimmel             | -                                 | Wilhelm Dreier               | Wilhelm Dreier      |
| 62  | Ditt unga hjärta, giv helt åt Jesus     | -                                 | Carl Héli                    | Carl Héli           |
| 63  | Ack, giv dig helt åt Jesus              | -                                 | Wilhelm Dreier               | Wilhelm Dreier      |
| 64  | Se, nu är välbehaglig tid               | -                                 | Wilhelm Dreier               | Wilhelm Dreier      |
| 65  | Medan ljuset lyser                      | -                                 | Wilhelm Dreier               | Wilhelm Dreier      |
| 66  | Skummande bölja på ocean                | -                                 | Wilhelm Dreier               | Wilhelm Dreier      |
| 67  | Gode, törnekrönte Herde                 | -                                 | K. K.n.                      | Linnéa Hultberg     |
| 68  | Vem vill hjälpa dem, som lida           | -                                 | Linnéa Hultberg              | melodi enligt nr 67 |
| 69  | Isande vinterköld bruten är             | -                                 | Wilhelm Dreier               | Wilhelm Dreier      |
| 70  | En dag jag står inför tronen            | -                                 | Wilhelm Dreier               | Wilhelm Dreier      |
| 71  | Strålar, o strålar av ljus ifrån dig    | -                                 | Linnéa Hultberg              | Linnéa Hultberg     |
| 72  | Sången om Jesus                         | -                                 | C R Osbeck                   | melodi enligt nr 71 |
| 73  | Till den gyllne staden                  | -                                 | Wilhelm Dreier               | Wilhelm Dreier      |
| 74  | En pilgrim jag är                       | -                                 | Wilhelm Dreier               | Wilhelm Dreier      |
| 75  | Där fager ros ej mer skall vissna       | -                                 | Wilhelm Dreier               | Wilhelm Dreier      |
| 76  | När unga röster sjunga                  | -                                 | G. T.                        | L. H.g.             |
| 77  | Hur skönt att ha en källa               | -                                 | K Eastlund                   | melodi enligt nr 76 |
| 78  | En liten fågel                          | -                                 | Wilhelm Dreier               | Wilhelm Dreier      |
| 79  | Jag känt en kraft                       | -                                 | Wilhelm Dreier               | melodi enligt nr 78 |
| 80  | I anden låt oss se                      | Månne det var för mig och för dig | Linnéa Hultberg              | Linnéa Hultberg     |
| 81a | Glöm dina vänners fel                   | -                                 | K. S. L. (ur "Jul och Nyår") | melodi enligt nr 80 |
| 81b | Glöm ej att du är svag                  | -                                 | saknas                       | melodi enligt nr 80 |
| 82  | På min färd mot levnadskvällen          | -                                 | Wilhelm Dreier               | Wilhelm Dreier      |